# Jeep
Jeep je američka marka automobila koja je trenutno divizija Chryslera (ranije poznat kao Chrysler Group, LLC), te podružnica tvrtke Fiat Chrysler Automobiles. Jeep je dio Chryslera od 1987. godine, kada je Chrysler pridobio marku Jeep zajedno s preostalom imovinom od svog prethodnog vlasnika: American Motors Corporation (AMC).
Jeepov trenutni proizvodni program sastoji se isključivo od terenaca i off-road vozila, dok je u prošlosti proizvodio i pick-up vozila. Jeep je 2016. godine prodao 1,4 milijuna terenaca diljem svijeta, dok ih je 2008. godine prodao 500,000. Od toga je dvije trećine prodao u Sjevernoj Americi, te je bio Chryslerova najprodavanija marka u Sjedinjenim Američkim Državama tijekom prve polovice 2017. godine.

## Aktualni modeli
- Cherokee
- Grand Cherokee
- Wrangler
- Patriot
- Compass

## Vanjska poveznica
- Jeep Hrvatska  Arhivirana inačica izvorne stranice od 30. listopada 2005. (Wayback Machine)